# Affaire Fonk
L'affaire Fonk est une célèbre affaire judiciaire du début du XIXe siècle en Rhénanie qui a marqué les mémoires et l'histoire judiciaire en Allemagne et au-delà.Thomas de Quincey écrit par exemple en 1825 que « L'ensemble de l'affaire peut être considéré comme l'un des événements les plus remarquables de notre temps  (The whole affair may be regarded as amongst the most remarkable events of our times) ». 
Les tribunaux d'assises de Cologne et de Trèves débattirent pendant six ans de la culpabilité d'un négociant de Cologne, Peter-Anton Fonk, accusé d'un meurtre commis en 1816. Des décisions de justice contradictoires enflammèrent l'opinion publique d'autant qu'on se trouvait dans le contexte post-napoléonien où le droit français instauré par l'administration française était, non sans résistance, remplacé par le droit prussien  et ses procédures. C'est finalement un décret du roi de Prusse qui annula en 1823 toutes les procédures précédentes et libéra Fonk, condamné à mort, et son supposé complice.

## Les faits
Peter-Anton Fonk est né vers l'année 1781 à Goch, près de Clèves. Marié et établi à Cologne, il tient en 1815 un commerce prospère d'eaux-de-vie et liqueurs avec un sieur Schroeder, pharmacien. Dès 1816 des tensions apparaissent entre les associés à propos de la gestion du commerce faite par Fonk et la vérification des comptes par un certain Coenen, mandaté par Schroeder, met au jour  début novembre 1816 un litige de 8000 thalers (30 000 francs de l'époque soit environ 70 000 euros au début du XXIe siècle). 
Une entrevue entre Fonk et Schroeder a lieu le 9 novembre dans la maison de Fonk en présence de Coenen et de Hahnenbeim, un ami de Fonk : les négociations sont sur le point d'aboutir (rendez-vous est pris pour le lendemain) : Schroeder et Coenen finissent la soirée avec Hahnennbeim à l'auberge mais plus tard Coenen qui raccompagne Hahnenbeim disparaît mystérieusement dans cette nuit du 9 au 10 novembre 1816.
Les soupçons se portent vite sur Fonk : « comme on ne lui connaissait aucun chagrin, aucune mauvaise affaire qui pût le porter au suicide, on s'arrêta bien vite à l'idée qu'il avait péri victime de quelque vengeance particulière : or, Fonk était le seul homme à qui l'on pût supposer un intérêt ou un motif pour désirer sa mort ». Quand le corps de Coenen est retrouvé dans le Rhin le 19 décembre, ses blessures à la tête et des traces d'étranglement renforcent les soupçons sur Fonk qui possède les objets contondants qui auraient pu servir dans l'agression mortelle accomplie sans doute avec l'aide du tonnelier Christian Hamacher.
Une instruction est lancée contre Fonk et Hamacher : ce dernier, emprisonné pour querelle publique, est questionné par la police et finit par faire des aveux le 10 mars 1817 : il a aidé Fonk dans le meurtre de Coenen. Le corps a été ensuite placé dans un tonneau vide et évacué en charrette le lendemain avec l'aide du frère Hamacher puis jeté dans le Rhin. Fonk aurait acheté le silence d'Hamacher. Ces aveux sont enregistrés le 16 avril 1817 mais Hamacher se rétracte plus tard.
Craignant les pressions de la puissante belle-famille de Fonk, les autorités délocalisent l'affaire à Trèves le 4 octobre 1817. Le 23 juin 1818 le nouveau juge de Trèves innocente Fonk et Hahnenbeim en maintenant les poursuites contre Hamacher mais les débats sur la culpabilité de Fonk demeurent. Après plusieurs péripéties judiciaires, le jury de la cour d'assises de Trèves confirme le 31 octobre 1820 la condamnation de Hamacher pour complicité de crime à 16 ans de travaux forcés.
Le 3 novembre 1820 de nouvelles poursuites sont engagées contre Fonk qui est mis en arrestation une troisième fois. Après une longue instruction, la cour d'assises de Trèves condamne à mort Fonk pour assassinat avec préméditation. Son pourvoi en cassation est rejeté. C'est un procès énorme : plus de 250 témoins sont entendus en 40 jours de session, du 24 avril au 9 juin 1822. L'écho dans l'opinion publique est retentissant : les pièces du procès sont publiées la même année.
L'affaire trouve son dénouement dans un arrêt du roi de Prusse qui annule autoritairement pour preuves insuffisantes toutes les procédures précédentes et rend la liberté aux accusés le 28 juillet 1823. Le 9 octobre un autre décret les dispense des frais de justice et accorde un petit emploi à Fonk qui meurt le 9 août 1832. La jurisprudence est récapitulée dans Jenaische Allgemeine Literaturzeitung en janvier 1824.
Cette intervention du roi de Prusse qui prend place dans le contexte de la « prussification » des procédures judiciaires amplifie les réactions de l'opinion publique très marquée pendant près de six ans par les rebondissements de l'affaire. Les débats sur la culpabilité de Fonk se mêlant au débat sur les systèmes judiciaires français et allemand en compétition dans cette période de transition historique  ont marqué profondément les mémoires.

## Contexte
Après l'annexion de la rive gauche du Rhin, le Directoire proclame la République cisrhénane le 5 septembre 1797 et installe l'administration française. Le commissaire François Joseph Rudler réorganise la bureaucratie et la justice en introduisant le droit français et  les procédures judiciaires françaises comme le jury d'assises. Conformément aux stipulations de la paix de Lunéville (9 février 1801)  les mêmes lois qu’en France sont appliquées aux départements de la rive gauche du Rhin et donc le code Napoléon promulgué en 1804.
À la suite de l'effondrement de l'Empire français, le Congrès de Vienne en 1815 attribue une grande partie de la Rhénanie au roi de Prusse qui, cherchant l'unification de son royaume, entreprend la substitution progressive du droit prussien au droit français rhénan dans la Province de Rhénanie. Celle-ci se fait par étapes et rencontre des résistances : elle ne devient complète qu'en 1828.
L'affaire Fonk qui met en évidence les jurys d'assises de Cologne et de Trèves se nourrit de ces réticences : « Les Rhénans préféraient au contraire la loi française sur la propriété, la constitution de sociétés, la séparation de l’État et de l’Église, et la liberté de mouvement des biens et des individus. Par-dessus tout, ils étaient attachés au système du jury pour les tribunaux civils et pénaux, ainsi qu’aux dispositions du Code pour les procédures orales et la responsabilité publique ». L'affaire Fonk qui commence en 1816 éclaire cette transition vers le droit prussien puisque la décision du jury d'assises est finalement annulée par un décret royal de Berlin qui libère les personnes poursuivies. C'est cette « justice de cabinet » qui est au cœur des réactions des contemporains comme par exemple celle d'Heinrich Heine qui écrit dans une lettre de janvier 1822 : « Le procès de Fonk est ici comme partout un sujet des entretiens publics » et évoque les discussions autour du code Napoléon. 
Les publications d'articles et de livres dont celui de Fonk lui-même (Kampf für Recht und Wahrheit - début 1822) sont nombreuses et l'opinion publique lui devient plutôt favorable mais les débats sur la culpabilité de Fonk laissent peu à peu la place au débat sur le système judiciaire.
Le retentissement est européen ainsi qu'en témoigne la publication in extenso du décret prussien dans les journaux français comme le Moniteur ou le Constitutionnel qui commente « Ce coup porté à l'autorité du jury a fait beaucoup de sensation en Allemagne ».

Thomas de Quincey s’intéressa aussi à cette affaire : il l'expose parfaitement dans un texte non publié de 1825 « Toute l'affaire peut être considérée comme l'un des événements les plus remarquables de notre temps, à la fois pour l'intérêt vaste et profond qu'elle suscita sur le continent, intérêt pleinement justifié par l'inextricable perplexité des circonstances, et aussi par le rapport qu'elle entretenait avec la question très débatue dans l'Allemagne moderne sur le mérite comparé des systèmes de justice pénale français et allemand. Lequel peut être considéré dans l'ensemble comme le plus favorable aux buts de la justice : est-ce, en simplifiant, le régime français par plaidoiries publiques et débats oraux, clôturés par une sentence fondée sur les opinions individuelles du jury, ou le mode allemand qui repose sur des enquêtes secrètes se terminant par une sentence de juges professionnels appliquant des règles de droit prédéterminées ».

Les historiens d'aujourd'hui étudient toujours cette période de transition où s'opposent l'absolutisme Prussien et le Libéralisme Rhénan, par exemple Pierre Lacoumes. De même des juristes allemands continuent à s'interroger sur le scandale judiciaire (« Justizskandal ») de l'affaire Fonk.